# 皮亚诺托利-卡尔达雷洛
皮亚诺托利-卡尔达雷洛（法語：Pianottoli-Caldarello，法語發音：[pjanɔtɔli kaldaʁɛlo]）是法国南科西嘉省的一个市镇，属于萨尔泰讷区。

## 地理
皮亚诺托利-卡尔达雷洛（41°29'39"N, 9°3'22"E）面积42.78 平方千米，位于法国南科西嘉省，该省份位于科西嘉南部，后者为地中海西部的一座岛屿，也是法国的一个单一领土集体，位于法国大陆部分的东南面，意大利半島的西面，最临近的地块是撒丁岛。
与皮亚诺托利-卡尔达雷洛接壤的市镇（或旧市镇、城区）包括：菲加里、莱维、莫纳恰多莱讷、薩爾泰訥。
皮亚诺托利-卡尔达雷洛的时区为UTC+01:00、UTC+02:00（夏令时）。

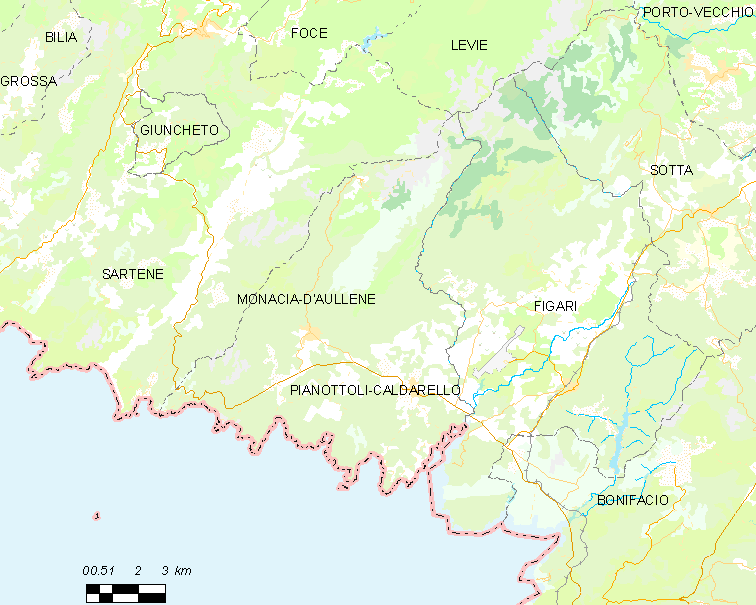
皮亚诺托利-卡尔达雷洛的OSM定位图

## 行政
皮亚诺托利-卡尔达雷洛的邮政编码为20131，INSEE市镇编码为2A215。

## 政治
皮亚诺托利-卡尔达雷洛所属的省级选区为大南部县。

## 人口
皮亚诺托利-卡尔达雷洛于2022年1月1日时的人口数量为800人。

1962-2008年间皮亚诺托利-卡尔达雷洛人口变化图示